# 比尔·德蒙
比尔·德蒙（英語：Bill Demong，1980年3月29日—），美国男子北欧两项运动员。他曾代表美国参加1998年、2002年、2006年、2010年和2014年冬季奥林匹克运动会北欧两项比赛，获得一枚金牌。